# 3. август
3. август (3.08.) је 215. дан у години по грегоријанском календару (216. у преступној години). До краја године има још 150 дана.

## Догађаји
- 1347 — Енглески краљ Едвард III заузео је у Стогодишњем рату француски град Кале, који је остао под енглеском влашћу до 1558.
- 1571 — Турци су, након једанаестомесечне опсаде, заузели град Фамагусту на Кипру и извршили масакр становништва.
- 1675 — Французи су победили холандску и шпанску флоту код Палерма и заузели Сицилију.
- 1858 — Енглески истраживач Џон Спик открио је Викторијино језеро, извориште реке Нил.
- 1881 — Британске трупе окупирале су египатски град Суец, што је Уједињеном Краљевству омогућило да 1883. постане власник читаве зоне Суецког канала.
- 1884 — Завршен је железнички мост у Београду на реци Сави, а наредног месеца пуштена је у саобраћај пруга Земун-Београд. Мост је разаран у оба светска рата и потом обнављан.
- 1903 — Македонски устаници у Крушеву су прогласили Крушевску републику, која је потрајала десет дана.
- 1904 — Британци су напали Тибет и заузели главни град Ласу, а верски вођа далај лама је побегао у монголску престоницу Ургу (Улан Батор).
- 1914 — Немачка је објавила рат Француској, Белгија је одбацила захтев Немачке да њене трупе уђу у ту земљу, а Велика Британија је упозорила Немачку да би инвазија на Белгију значила општи рат у Европи.
- 1936 — амерички атлетичар Џеси Овенс је скоком у даљ 8,06 метара освојио прву од четири златне медаље на олимпијским играма у Берлину.
- 1940 — Литванија је формално постала део СССР под називом Литванска Совјетска Социјалистичка Република.
- 1940 — Италија је започела инвазију Британског Сомалиленда.
- 1958 — Под командом Вилијама Андерсона, америчка нуклеарна подморница „Наутилус“ је прва прошла испод леда на Северном полу.
- 1996 — Уједињене нације су саопштиле да је војска племена Тутси у Бурундију побила хиљаде Хуту цивила у серији покоља извршених између априла и јула.

## Рођења
- 1770 — Фридрих Вилхелм III, краљ Пруске (1797—1840). (прем. 1840)
- 1832 — Иван Зајц, хрватски композитор, диригент и педагог. (прем. 1914)
- 1872 — Хокон VII Норвешки, краљ Норвешке (1905—1957). (прем. 1957)
- 1854 — Владимир Матијевић, српски трговац и добротвор. (прем. 1929)
- 1883 — Алберт Халер, хрватски књижевник. (прем. 1945)
- 1903 — Хабиб Бургиба, први председник Туниса. (прем. 2000)
- 1903 — Душан Баранин, српски књижевник, публициста и учитељ. (прем. 1978)[1]
- 1904 — Долорес дел Рио, мексичка глумица, плесачица и певачица. (прем. 1983)
- 1920 — Пи Ди Џејмс, енглеска списатељица. (прем. 2014)
- 1926 — Тони Бенет, амерички певач и сликар. (прем. 2023)
- 1928 — Ференц Фехер, југословенски књижевник, новинар и преводилац. (прем. 1989)[2]
- 1937 — Стивен Беркоф, енглески глумац, писац, драматург, сценариста и редитељ.
- 1937 — Ричард Форонџи, амерички глумац. (прем. 2024)
- 1937 — Андрес Химено, шпански тенисер. (прем. 2019)
- 1940 — Мартин Шин, амерички глумац.
- 1952 — Освалдо Ардиљес, аргентински фудбалер и фудбалски тренер.
- 1956 — Небојша Брадић, српски редитељ, драматург и политичар.
- 1959 — Џон Макгинли, амерички глумац, сценариста и продуцент.
- 1963 — Џејмс Хетфилд, амерички музичар, најпознатији као суоснивач, певач и гитариста групе Metallica.
- 1967 — Матје Касовиц, француски редитељ, сценариста и глумац.
- 1970 — Дарко Тешовић, српски фудбалер и фудбалски тренер.
- 1973 — Стивен Грејам, енглески глумац.
- 1973 — Никос Дабизас, грчки фудбалер.
- 1975 — Феликс Брих, немачки фудбалски судија.
- 1977 — Том Брејди, амерички играч америчког фудбала.
- 1977 — Милан Обрадовић, српски фудбалер и фудбалски тренер.
- 1977 — Оскар Переиро, шпански бициклиста.
- 1979 — Еванџелин Лили, канадска глумица.
- 1980 — Надија Али, пакистанско-америчка музичарка.
- 1982 — Виктор Хрјапа, руски кошаркаш.
- 1988 — Свен Улрајх, немачки фудбалер.
- 1989 — Жил Бјанки, француски аутомобилиста, возач Формуле 1. (прем. 2015)
- 1992 — Карли Клос, америчка предузетница и модел.
- 1994 — Корентин Толисо, француски фудбалер.
- 1995 — Кендрик Нан, амерички кошаркаш.
- 1995 — Мина Совтић, српска глумица.
- 1997 — Стефан Пено, српски кошаркаш.

## Смрти
- 1460 — Џејмс II од Шкотске, шкотски краљ.
- 1881 — Вилијам Фарго пионир америчких шпедитера
- 1924 — Џозеф Конрад, енглески књижевник пољског порекла. (рођ. 1857)
- 1928 — Јован Авакумовић, српски политичар и правник (рођ. 1841)
- 1954 — Габријел Колет, француска књижевница.
- 1968 — Константин Рокосовски, маршал Совјетског Савеза
- 1977 — Макариос III, кипарски архиепископ.
- 2001 — Момир Гавриловић, припадник Службе државне безбедности.
- 2008 — Александар Солжењицин, руски књижевник и совјетски дисидент.
- 2011 — Буба Смит, амерички глумац и спортиста. (рођ. 1945)
- 2018 — Матија Барл, југословенски и словеначки глумац и продуцент. (рођ. 1940)

## Празници и дани сећања
- 1492 — Кристифор Колумбо, шпански морепловац италијанског порекла, испловио је на броду „Санта Марија“ из шпанске луке Палос де ла Фронтера на прво путовање према западу на којем је открио Америку.
- 1778 — У Милану је отворена оперска кућа Скала, дело архитекте Ђузепеа Пјермаринија.
- 1904 — Први пут су се емитовали радио таласи на Балканском полуострву са Волујице, брда изнад Бара. Ово је означило и прво емитовање радио таласа у цивилне сврхе. Пуштању у рад радио-телеграфске станице присуствовало је више хиљада гостију и званица из целе Црне Горе, међу којима су били и кнез Никола и Гуљелмо Маркони, један од проналазача бежичне телеграфије.
- Српска православна црква данас прославља:
  - Свети пророк Језекиљ